# دروبي دريبل
دروبي ودريبل (بالإنجليزية Droopy, Master Detective) هو مسلسل رسوم متحركة تيلفزيوني امريكي من إنتاج هانا-باربيرا بالتعاون مع شركة تيرنر للترفيه وهو جزء من سلسلة الرسوم المتحركة الشهيرة توم وجيري وكان أول عرض له على قناة فوكس في 11 سبمتبر 1993 واستمر حتى 04 ديسمبر 1994 بمعدل 13 حلقة.
في العالم العربي تمت دبلجة المسلسل من قبل مركز الزهرة للدوبلاج وتم عرضه على قناة سبيستون في كوكب كوميديا.

## روابط خارجية
- دروبي ودريبل على موقع IMDb (الإنجليزية)
- دروبي ودريبل على موقع كينوبويسك (الروسية)
- دروبي ودريبل على موقع قاعدة بيانات الفيلم (الإنجليزية)